# رافاييل كامبوس
رافاييل كامبوس (بالإنجليزية: Rafael Campos)‏ هو ممثل أمريكي، ولد في 13 مايو 1936 في جمهورية الدومينيكان، وتوفي في 9 يوليو 1985 في الولايات المتحدة.

## وصلات خارجية
- رافاييل كامبوس على موقع IMDb (الإنجليزية)
- رافاييل كامبوس على موقع قاعدة بيانات برودواي على الإنترنت (الإنجليزية)
- رافاييل كامبوس على موقع قاعدة بيانات الفيلم (الإنجليزية)